# 黑洞湾水库
黑洞湾水库是中国湖北省随州市广水市境内的一座水库，位于漂水支流上，建于1971年。水库正常库容为2026万立方米，集雨面积为40.8平方千米，海拔为273米。